# Vladimir Iaglytch
Vladimir Vladimirovitch Iaglytch (en russe : Владимир Владимирович Яглыч) est un acteur russe de théâtre et de cinéma, né le 14 janvier 1983 à Moscou.

## Biographie
Vladimir Iaglytch naît le 14 janvier 1983 à Moscou.
Il termine ses études secondaires en 2000, lycéen à l'école n° 1411.
Il fait ses débuts d'acteur en interprétant quelques rôles restés dans les mémoires, notamment celui du lieutenant Malioutine dans la série télévisée Sur une hauteur sans nom. Ou encore celui du jeune Sergueï, fils du Prince, dans le feuilleton Ma Pretchistenka.
En 2004 il termine les cours de l'Institut d'art dramatique Boris Chtchoukine à Moscou, suivant l'enseignement de l'acteur et pédagogue Ievguéni Vladimirovitch Kniazev.
Du 8 septembre au 29 décembre 2013 il participe au programme L'Âge de glace - Saison 4 sur la Première Chaîne.
Depuis le 5 septembre 2014 il présente le show musical L'Artiste sur la chaîne Rossiya 1.

## Vie familiale
Vladimir Iaglytch épouse l'actrice Svetlana Khodtchenkova le 13 avril 2005. Ils divorcent cinq ans plus tard.
En décembre 2013, il entame une romance avec sa partenaire du show L'Âge de glace, l'ex-championne du monde de patinage artistique Oksana Domnina. Ils se séparent en début d'année suivante.
En 2015 il fait la connaissance d'Antonina Paperna (née le 1er juin 1990), fille des acteurs ukrainiens Olga Soumska et Evguéni Paperny,. Le 28 juillet 2017, les médias rapportent la naissance d'une fille. Elle s'appelle Eva.

## Filmographie partielle
- 2004 : Sur une hauteur sans nom (en russe : На безымянной высоте) (série télévisée)
- 2006: Ma Pretchistenka (en russe : Моя Пречистенка) (série télévisée)
- 2008 : Nous venons du futur
- 2010 : Nous venons du futur 2
- 2011 : 5 fiancées (en russe : Пять невест)
- 2014 : Facile à s'en rappeler (en russe : Лёгок на помине)
- 2016 : The Crew (en russe : Экипаж)
- 2017 : Le Guide (en russe : Проводник)
- 2017 : De l'amour 2 : Seulement pour adultes (Про любовь 2. Только для врозлых)
- 2018 : Sans moi (en russe : Без меня)
- 2018 : Wild League (en russe : Дикая лига)
- 2020 : Un souffle (Odin vdokh) de Elena Khazanova : sauveteur en mer

## Doublage
- 2020 : En avant (Onward) de Dan Scanlon : Barley Lightfoot (voix originale Chris Pratt)

## Rôles au théâtre
- Les chevaux rétifs (en russe : Кони привередливые), Souraz
- Les aventures du petit Chaperon rouge, le loup gris
- Peste sur vos deux maisons !, de Roméo et Juliette de William Shakespeare[9]
- On achève bien les chevaux d'Horace McCoy, à l'Entreprise «Projet de théâtre indépendant»

## Clips
- 2015 : Sois mon mari (en russe : Стань моим мужем), de Lessia Iaroslavskaïa
- 2015 : Je ne t'attendrai plus (en russe : Я не буду), de Polina Gagarina